# Eupera singleyi
Eupera singleyi är en musselart som beskrevs av Henry Augustus Pilsbry. Eupera singleyi ingår i släktet Eupera och familjen ärtmusslor. Inga underarter finns listade i Catalogue of Life.